# 相方不在
相方不在（あいかたふざい）は、かつてサンズエンタテインメントで活動していた女性お笑いコンビ。
元々、急造コンビ（トリオ）を組んで不定期出演していた臨時ユニットであったが、2008年からはメンバーを固定して活動していた。それまでのコンビがそれぞれ解散して「相方がいなくなった」ことから、不定期出演時代から使っている相方不在の名をそのまま継承していた。2009年7月29日より活動休止中。

## メンバー
- さな（1988年9月14日（36歳） - ）- ツッコミ担当。東京都世田谷区出身。
- 吉野 ももみ（よしの ももみ、1984年10月26日（40歳） - ）- ボケ担当。神奈川県出身。

## 歴代メンバー
- 4代目：さな、吉野ももみ
- 3代目：さな、大網亜矢乃
- 2代目：さな、橋爪ヨウコ
- 初代：さな、滝ありさ、橋爪ヨウコ

## 来歴
「相方不在」が登場する以前、さなは2006年頃からお笑いの活動を始め、同年のM-1グランプリではますきあことのコンビ「アコさな」で出場、2007年3月頃からは長谷川桃とのコンビ『HaHaHa』でお笑いライブなどでの活動をしていたが、しばらくして長谷川が舞台公演に出演するなどの事情で活動休止となり、この辺りからさなはピン芸人としての活動も多くなっていた。同年のM-1グランプリには相方を小島くるみとした『tornade』で出場。一方、吉野ももみは2007年から南まりかを相方としたコンビ「とうふ」で活動。
「相方不在」が初めて公の場に登場したのは、さな、橋爪ヨウコ、滝ありさの急造トリオとして、2007年7月16日に開催されたCarezzaファン感謝イベントでの時であり、翌日2007年7月17日の（東京都中野区Studio twl）のライブでも、「とうふ」が出演できなくなったその代役として、さなと橋爪ヨウコ（当時『ローハイズ』でも活動）のコンビで「相方不在」として出演した。その後も同年8月など、不定期活動のコンビとして数回出演。さなと大網亜矢乃（当時「Wあやの」でも活動）のコンビで出演したこともあった。
2008年2月からさなと吉野ももみでのコンビのお笑いの活動を開始、同年3月頃で吉野のコンビ「とうふ」が事実上解散したのに伴い、メンバーはこの2人で固定され、定期的な活動をするようになった。なお、この時は2人ともピン芸人としての活動も並行して行っていたことがあった。
吉野の留学による芸能活動休止の為、2009年7月29日のライブ『笑いの輪』（東京都中野区なかの芸能小劇場）を以って活動停止。

## 芸風
コスプレや毛の格好をした衣装、などでのコントを行う他、漫才のスタイルも多くなっている。色々な話題について触れ、喋った後で二人で前を向いて「ウェ～～～!」と発し、そのまま二人でツッコミを入れるというものもある。ブリッジのようなものとして「アーー!」と叫ぶということもあった。
始めと終わりのあいさつは「あいあいあいあい～!」（吉野）、「相方不在です（でした）」（さな）というパターンであった。なお、吉野の芸を受けてさなが「相方不在でした」ではなく「相方ウザッ!」と最後に言っていたこともあったが、2009年7月29日に最後となったライブでは「相方大好き」と言って終わりとしていた。
さなは、二人のポジションは「相方はプラス思考、私はマイナス思考」としていたことがあった。

## 出演
さな、ももみ二人での出演。

### テレビ
- サスケマニア（2008年6月8日・6月15日・6月22日、TBSテレビ） - 「東京23区早回りレース」
- アリケン（2008年6月26日・7月3日　テレビ東京）「崖っぷちアイドルオーディション」

その後吉野のみ「レディス4」メンバーとして当番組レギュラーに。吉野の活動休止後は偶然にも補充メンバーとしてさなが加入。
- ラジかるッ（日本テレビ）

（2008年8月29日）「ウエスポーン!新人さんいらっしゃい」 - キャッチコピーは「巨乳事務所の貧乳芸人」
（2008年9月15日）「ザ・たっちのちょっと何の日?」
（2008年9月16日）「嶋大輔のオレ様のブランチ」
（2008年10月2日）「ヨネスケ・にしおかの出張Q答えてちょーだい」
- たかじんTV非常事態宣言（よみうりテレビ）

（2008年9月15日）「グラビア界メッタ斬りお色気ポーズ女王（秘）話」
- あらびき団 （2008年10月22日、TBSテレビ）
- 新しい波16（2009年1月13日　フジテレビ）
- 夜明けのマルシェ（2009年2月7日、日本テレビ）「【Meet me】お笑いLIVE（第3回）」

- 美しき青木・ド・ナウ（2009年3月16日、テレビ朝日）【緊急企画!事務所探訪!!】～TKOに新事務所を紹介～

- 趣味の園芸 やさいの時間（2009年4月5日～7月25日、NHK教育）「今月のベジコン」

### ラジオ
- SUNS Rainbow Kiss （Kiss-FM KOBE） - サブタイトルは「渡辺万美の相方不在」
- Groove Factory（2008年10月～2009年3月、ミュージックバード）

### 映画
- 丘のうえから （2008年12月公開、丘のうえから製作委員会）- 平川亜由美 役（さな）、鈴木智子 役（吉野ももみ）、内田美穂 役（大網亜矢乃）
- 海の上の君は、いつも笑顔。（2009年5月9日公開、オフィスキタ） - 渚 役（大網亜矢乃のみ）
- TAP THE LAST SHOW（2017年6月17日公開、東映） - 事務員 夏木萌 役（さなのみ）
- 轢き逃げ 最高の最悪な日（2019年5月10日公開、東映） - 時山望 役（さなのみ）
- ウルトラマンコスモス2 THE BLUE PLANET ムサシ（13才）少年編（2002年9月7日公開、松竹） - ブルーエリアの少年・少女たち 役（さなのみ、夏川さな恵名義）

### 雑誌
- みこすり半劇場☆（2008年07月24日発売）- グラビアと、花小金井正幸によるインタビュー漫画